# Gorlice-Tarnówoffensief
Het Gorlice-Tarnówoffensief was een Duits offensief aan het oostfront in de Eerste Wereldoorlog. Het offensief vond plaats in mei en juni 1915 en werd uitgevochten tussen het keizerrijk Rusland en de Centralen.
Het offensief startte als een klein offensief om de Russische druk op de Oostenrijk-Hongaarse linies te verlichten, maar resulteerde in de totale ineenstorting van de Russische linies en hun terugtocht ver Rusland in. Het offensief eindigde door het slechte weer in oktober.

## Het offensief
De Duitse chef van de Staf, Erich von Falkenhayn, besliste om een groot offensief in het gebied rond de Poolse steden Gorlice en Tarnów uit te voeren, aan het verre zuideinde van het oostfront. In april 1915 werd het recent gevormde Duitse 6e Leger (tien infanteriedivisies) onder generaal August von Mackensen overgeplaatst van het westelijk front. Samen met het Oostenrijkse 4e Leger (acht infanterie- en een cavaleriedivisies onder aartshertog Jozef Ferdinand) moesten zij het opnemen tegen het Russische 3e Leger (18½ infanterie- en 5½ cavaleriedivisies onder generaal Radko Dimitriev), dat deze sector verdedigde.
Generaal Mackensen had het bevel gekregen over zowel de Duitse als de Oostenrijks-Hongaarse legers en op 1 mei, na een hevig artilleriebombardement, viel hij aan en verraste de Russen. Hij concentreerde tien infanterie- en één cavaleriedivisies (126.000 man, 457 lichte, 159 zware artilleriestukken en 96 mortieren) op 35 kilometer van de doorbraaksector van de frontlinie welke het op namen tegen vijf Russische divisies (60.000 man met 141 lichte en vier zware artilleriestukken). De Russische verdediging werd vernietigd en de linies braken. Het 3e Leger werd achtergelaten in vijandelijke handen, ongeveer 140.000 man werden gevangengenomen en het 3e Leger hield nagenoeg op te bestaan als vechtende eenheid.
De Russen waren gedwongen zich terug te trekken en de centralen heroverden Galicië. De Russische dreiging tegenover Oostenrijk-Hongarije was verdwenen. De linies stabiliseerden rond 1 juni en de centralen waren op zijn diepst 160 kilometer opgerukt in vijandelijk gebied. Oostenrijk-Hongarije kon zich nu richten op de dreiging vanuit Italië, dat zich inmiddels had aangesloten bij de Entente.